# Phacidium vestergrenii
Phacidium vestergrenii är en svampart som tillhör divisionen sporsäcksvampar, och som först beskrevs av Rehm, och fick sitt nu gällande namn av Birgitta Eriksson. Phacidium vestergrenii ingår i släktet Phacidium, och familjen Phacidiaceae. Arten är reproducerande i Sverige.